# Adrian Goldsworthy
Adrian Keith Goldsworthy (né en 1969) est un historien et auteur britannique qui est spécialisé dans l'histoire de la Rome antique.

## Biographie
Adrian Goldsworthy a suivi les cours de la Westbourne School à Penarth. Après l'étude de l'histoire antique et moderne à St John's College à Oxford, il achève un philosophiæ doctor en histoire militaire antique à l'Université d'Oxford en 1994, et ensuite utilise sa dissertation comme base pour son premier livre : The Roman Army at War 100 BC – AD 200.
Il fut chercheur Junior Research Fellow à l'université de Cardiff pendant deux ans, et ensuite il a brièvement enseigné au King's College de Londres, puis a été professeur assistant à l'Université Notre-Dame de Londres pour six ans. il a dispensé des cours sur l'histoire romaine, ainsi qu'un cours sur l'histoire militaire de la Seconde Guerre mondiale à l'Université Notre-Dame. Adrian Goldsworthy a affirmé que bien qu'il adorait enseigner, il préférerait écrire davantage et d'ailleurs maintenant il écrit à plein temps.
Adrian Goldsworthy a apparu dans les documentaires de la chaîne History Channel et le jeu télévisé Time Commanders, servant d'expert lors des batailles des concurrents. Il a donné un discours sur l'histoire romaine et la politique romaine au coup d'une représentation d'une pièce de William Shakespeare : Antoine et Cléopâtre à Liverpool en 2010.
Adrian Goldsworthy vit en Galles du Sud.

## Publications

### en anglais
- The Roman Army at War 100 BC – AD 200 (OUP, 1996)
- Roman Warfare (Cassell, 2000)  (ISBN 0-304-35265-9)
- The Punic Wars (Cassell, 2000)  (ISBN 0-304-35967-X); réédition The Fall of Carthage: The Punic Wars 265–146 BC, (Cassell, 2003)  (ISBN 978-0-304-36642-2)
- Fields of Battle: Cannae (Orion, 2001)  (ISBN 0-304-35714-6)
- Caesar's Civil War: 49–44 BC (2002), Osprey Publishing
- In the Name of Rome: The Men Who Won the Roman Empire (Orion, 2003)  (ISBN 0-7538-1789-6)
- The Complete Roman Army (Thames & Hudson, 2003)  (ISBN 0-500-05124-0) |Library of Congress Catalog Card Number 2003100798
- Caesar: Life of a Colossus, (Yale University Press, 2006)  (ISBN 0-300-12048-6)
- The Fall of the West: The Death of the Roman Superpower (Orion 2009)
- Antony and Cleopatra (2010); Yale University Press
- sur les guerres napoléoniennes:
  - True Soldier Gentleman (2011), (George Weidenfeld & Nicholson)  (ISBN 0-297-86035-6)
  - Beat the Drums Slowly (2011)
  - Send Me Safely Back Again (2012)
  - All in Scarlet Uniform (2013)
  - Run Them Ashore (2014)
- Augustus: First Emperor of Rome, (Yale University Press, 2014)  (ISBN 0-300-17872-7)

### traduction en français
- Les guerres romaines : 281 av. J.-C.-476 ap. J.-C. [« Roman Warfare »], Éditions Autrement, 2001, 224 p. (ISBN 978-2746701106)
- Philippe II et Alexandre le Grand, Éditions Perrin, 2023,  (ISBN 978-2-262-09677-9)